# IC 371
IC 371 ist ein Stern im Sternbild Eridanus südlich des Himmelsäquators. Der Stern wurde am 8. Dezember 1885 vom französischen Astronomen Guillaume Bigourdan entdeckt, wobei er hierbei einen Nebel um den Stern vermutete.